# Moltres
Moltres (japanski: ファイヤー Faiyā) jedan je od 1025 fiktivnih vrsta Pokémona iz medijske franšize Pokémon, skupa Pokémon videoigara, animiranih serija, manga stripova, knjiga, igraćih karata i drugih medija kojima je tvorac Satoshi Tajiri. Svrha je Moltresa u videoigrama, animiranoj seriji i manga stripovima, kao i svrha ostalih Pokémona, borba s divljim Pokémonima – neukroćenim stvorenjima koje igrači i likovi pronalaze dok kreću na razne avanture – i pripitomljenim Pokémonima drugih Pokémon trenera.

## Etimologijaimena
Ima Moltres dolazi od engleske riječi "molten" = rastopljen, odnoseći se na njegov Vatreni tip, i španjolske riječi "tres" = tri, odnoseći se na to da je Moltres treći ("uno, dos, tres") član Legendarnog trojca Pokémon ptica.
Njegovo japansko ime, Faiyā, dolazi od engleske riječi "fire", što znači vatra, opet se odnoseći na njegov tip.

## Pokédex podaci
- Pokémon Red/Blue: Poznat je kao legendarna ptica vatre. Svaki zamah njegovih krila stvara veličanstvenu kompoziciju blještavih plamenova.
- Pokémon Yellow: Legendarna Pokémon ptica. Zamasima svojih plamtećih krila obasjat će i najtmurnije nebo.
- Pokémon Gold: Legendarni Pokémon koji rasipa žeravicu svakim zamahom svojih krila. Smatra se veličanstvenim prizorom.
- Pokémon Silver: Kažu kako ovaj legendarni Pokémon donosi rano proljeće zimskim područjima koje posjeti.
- Pokémon Crystal: Legendarna Pokémon ptica. Kažu kako migrira s juga zajedno s proljećem.
- Pokémon Ruby/Sapphire: Moltres je legendarna Pokémon ptica sposobna upravljati vatrom. Ako se ovaj Pokémon ozlijedi, uronit će svoje tijelo u otopljenu magmu vulkana kako bi se spalio i zaliječio.
- Pokémon Emerald: Moltres je legendarna Pokémon ptica sposobna upravljati vatrom. Ako se ovaj Pokémon ozlijedi, uronit će svoje tijelo u otopljenu magmu vulkana kako bi se spalio i zaliječio.
- Pokémon FireRed: Jedna od legendarnih Pokémon ptica. Osobe koje svjedoče njegovom prizoru osupnuti su njegovim plamtećim narančastim krilima.
- Pokémon LeafGreen: Poznat je kao legendarna ptica vatre. Svaki zamah njegovih krila stvara veličanstvenu kompoziciju blještavih plamenova.
- Pokémon Diamond/Pearl: Jedna od legendarnih Pokémon ptica. Kažu kako pojava Moltresa donosi proljeće.

## U videoigrama
Moltres je Legendaran Pokémon, te je u svim videoigrama igračima dostupan samo jedan. U Pokémon Red, Blue, Green i Yellow, Moltresa se može uhvatiti na Putu pobjede. U Pokémon FireRed i LeafGreen, Moltres je preseljen na drugu lokaciju, točnije, na vrh Planine žara, na prvo Sevii otoku. U Pokémon XD: Gale of Darkness, na otoku Citadark, igrač može oteti Shadow Moltresa od Cipher Grand Mastera Greevila. Moltres je jedan od Pokémon šefova u Pokémon Mystery Dungeon.
Moltres ima veoma visoke statistike, a ističući se u Special Attack statistici, koja broji 125 bodova. 
U igri Pokémon Platinum, igrač mora razgovarati s profesorom Oakom u gradu Eterni nakon što pobijedi Elitnu četvorku. Nakon razgovora, Articuno, Zapdos i Moltres slobodno će letjeti Sinnoh regijom i biti dostupne hvatanju.

## Tehnike
| Prirodne tehnike                | Prirodne tehnike | Prirodne tehnike |
| ------------------------------- | ---------------- | ---------------- |
| Tehnika                         | Vrsta tehnike    | Razina           |
| Napad krilima (Wing Attack)     | Leteći           |                  |
| Žeravica (Ember)                | Vatreni          |                  |
| Vatreni vrtlog (Fire Spin)      | Vatreni          | 8                |
| Okretnost (Agility)             | Psihički         | 15               |
| Izdržljivost (Endure)           | Normalni         | 22               |
| Drevna moć (AncientPower)       | Kameni           | 29               |
| Bacač plamena (Flamethrower)    | Vatreni          | 36               |
| Tjelesni čuvar (Safeguard)      | Normalni         | 43               |
| Zračno razrezivanje (Air Slash) | Leteći           | 50               |
| Lijeganje (Roost)               | Leteći           | 57               |
| Toplinski val (Heat Wave)       | Vatreni          | 64               |
| Sunčeva zraka (SolarBeam)       | Travnati         | 71               |
| Nebeski napad (Sky Attack)      | Leteći           | 78               |
| Sunčani dan (Sunny Day)         | Vatreni          | 85               |

## Statistike
| HP:      | 90  |  |
| Attack:  | 100 |  |
| Defense: | 90  |  |
| Special: | 125 |  |
| SpAtk:   | 125 |  |
| SpDef:   | 85  |  |
| Speed:   | 90  |  |

Statistika Special korištena je samo tijekom prve generacije; kasnije je podijeljenja na Special Attack i Special Defense statistike.

## U animiranoj seriji
Prije filma Pokémon: The Movie 2000, Moltres se u seriji pojavljivao samo u mašti ili kao dio nekog mita. U epizodi 17, divovski Moltres progoni Tim Raketa kroz noć po otoku ispunjenim svakojakim divovskim Pokémonima. Kasnije se otkriva da je Moltres, kao i ostali divovski Pokémoni, samo Pokémon robot.
U epizodi 77, Ash i društvo dolaze na uvodnu ceremoniju natjecanja u Pokémon ligi, gdje kugla vatre sačinjena od Moltresovih plamenova predstavlja simbol natjecateljskog duha, poput Olimpijskog plamena na Olimpijskim igrama. Ash dobiva dužnost da nosi "Moltresov plamen" do baklje Indigo lige kako bi označio početak igara. Tim Raketa odluči Ashu oteti cijenjeni plamen, te mu njime žele nauditi. Doduše, plamen ima svoj naum (vjerojatno biva opsjednut Moltresovom dušom), te se odbija u Tim Raketa, još jednom ih natjeravši da "lete k'o kometa".
Prvo pravo pojavljivanje Moltresa bilo je u filmu Pokémon The Movie 2000: The Power of One, uz ostale dvije Legendarne ptice (Zapdos i Articuno). Jedan je od dvije ptice koju zli kolekcionar Gelardan ili Lawrence III. uhvatio kako bi uspio privući Lugiu. No, nemir i zbrka bivaju uneseni u prirodnu ravnotežu, te dolazi do vremenskih katastrofa diljem svijeta, te se Moltres upušta u rat sa svoja dva rivala. Smiruju ih Ash i Lugia nakon što ispune proročanstvo vezano za Legendarni trojac.
Prvi pravi Moltres viđen u animiranoj seriji bio je onaj u Pokémon Kronikama, u epizodi u kojoj se Richie i Silver pokušavaju popeti na vrh Planine žara kako bi pronašli Moltresa. Butch i Cassidy ih slijede u namjeri da uhvate Legendarnu pticu.